# Kuszholia
Kuszholia (nghĩa là "chim Ngân Hà") là một chi chim nguyên thủy hoặc một khủng long giống chim sống vào kỷ Creta muộn.